# Vakataka

India nel 375

La dinastia Vakataka fu un'antica dinastia indiana che ebbe origine nel Deccan verso la metà del III secolo. Si ritiene che il loro stato si estendesse dai confini meridionali del Malwa e del Gujarat a nord fino al fiume Tungabhadra a sud e dal Mar Arabico a ovest fino ai confini del Chhattisgarh a est. Furono i più importanti successori dei Satavahana nel Deccan e contemporanei dei Gupta nell'India settentrionale.

## Storia
Poco si sa di Vindhyashakti (250 - 270 circa), il capostipite della famiglia. L'espansione territoriale iniziò sotto il regno di suo figlio Pravarasena I. Si ritiene generalmente che la dinastia Vakataka si sia divisa in quattro rami dopo Pravarasena I. Due rami sono noti e due sono sconosciuti. I rami noti sono quello di Pravarapura-Nandivardhana e quello di Vatsagulma. L'imperatore Gupta Chandragupta II sposò sua figlia con il principe Rudrasena II della famiglia reale Vakataka e, con il loro sostegno, annesse il Gujarat ai satrapi occidentali nel IV secolo. Al potere dei Vakataka seguì quello dei Chalukya di Badami, nel Deccan. I Vakataka sono noti per essere stati mecenati delle arti, dell'architettura e della letteratura. Furono responsabili di opere pubbliche e i loro monumenti sono un'eredità visibile. I vihara buddisti scavati nella roccia delle Grotte di Ajanta (Patrimonio dell'Umanità dell'UNESCO) furono costruiti sotto il patrocinio dell'imperatore Vakataka, Harishena.